# Politics Live
Politics Live är ett livealbum av den amerikanske trubaduren Tom Paxton, utgivet 1988 på skivbolaget Flying Fish Records. Albumet är inspelat 15 maj 1988 på Old Town School Of Folk Music och det är producerat av Bob Gibson.

## Låtlista
Samtliga låtar skrivna av Tom Paxton
1. "When Princes Meet"
2. "We're Filling a Bottle for Ronnie"
3. "The Ballad of Spiro Agnew"
4. "The Ballad of Gary Hart"
5. "Peace Will Come"
6. "Jimmy Newman"
7. "The Unknown"
8. "Evacuation"
9. "The Good Ship 'I've Got Mine'"
10. "The Death of Steven Biko"